# Echinopla serrata
Echinopla serrata är en myrart som först beskrevs av Smith 1859.  Echinopla serrata ingår i släktet Echinopla och familjen myror. Inga underarter finns listade i Catalogue of Life.